# 熊西
熊西（くまにし）は福岡県北九州市八幡西区の地名。熊西一丁目から二丁目の町がある。住居表示実施済み。郵便番号は806-0031。

## 地理
八幡西区の北部東側に位置し、北に大字熊手、北東に大字藤田、東に黒崎，筒井町、南に山寺町、西に青山、北西に桜ケ丘町と接する。

### 河川
- 二級河川 撥川

## 地域の特徴
町域の北寄りを東西に国道3号が通っており、さらに北端近くを東西に筑豊電気鉄道線が通っている。筑豊電気鉄道線と交差する撥川が町域の北東端をかすめ、北流する。住宅地であり、国道から脇道に逸れると狭い道が多い。一丁目に熊西駅，八幡西警察署 熊西交番，浄土真宗本願寺派放光寺がある。

## 歴史
かつて大字熊手の字、貞元と呼ばれた地域で古くから集落のあった場所である。熊西駅も開業当時は貞元駅と呼ばれていた。黒崎駅前土地区画整理が昭和7年に終了した頃から、当地付近を熊西町と通称するようになった。熊西駅はかつて西鉄北九州線と筑豊電気鉄道線との乗り換え駅であったが、西鉄北九州線は2000年に廃線となった。養竹公園は大字熊手の字、養竹にちなむ。

### 地名の由来
地名は「熊手の西側」の意味である。

### 沿革
- 1959年（昭和34年） - 八幡市大字熊手の一部より熊西町一丁目 - 二丁目新設[4]。
- 1963年（昭和38年）2月1日 - 八幡市、戸畑市、小倉市、若松市、門司市の5市が合併し、北九州市が発足。八幡市熊西町一丁目 - 二丁目は北九州市八幡区熊西町一丁目 - 二丁目となる。
- 1963年（昭和38年）4月1日 - 北九州市が政令指定都市に指定され、八幡区、戸畑区、小倉区、若松区、門司区の5区を設置。北九州市八幡区熊西一丁目 - 二丁目は北九州市八幡区熊西町一丁目 - 二丁目となる。
- 1967年（昭和42年）6月1日 - 熊西一丁目 - 二丁目新設[5]。
- 1974年（昭和49年）4月1日 - 八幡区が八幡西区と八幡東区に分かれ、八幡区熊西一丁目 - 二丁目は八幡西区熊西一丁目 - 二丁目となる[6]。

### 町名の変遷
| 実施内容          | 実施年月日               | 実施後     | 実施前                                                |
| ----------------- | ------------------------ | ---------- | ----------------------------------------------------- |
| 町名新設 住居表示 | 1967年（昭和42年）6月1日 | 熊西一丁目 | 貞元町の全部、熊西町一丁目 - 二丁目，大字熊手の各一部 |
| 町名新設 住居表示 | 1967年（昭和42年）6月1日 | 熊西二丁目 | 熊西町一丁目 - 二丁目，山寺町，大字熊手の各一部       |

## 世帯数と人口
2025年（令和7年）3月31日現在（北九州市発表）の世帯数と人口は以下の通りである。
| 町         | 世帯数    | 人口    |
| ---------- | --------- | ------- |
| 熊西一丁目 | 614世帯   | 990人   |
| 熊西二丁目 | 584世帯   | 1,026人 |
| 計         | 1,198世帯 | 2,016人 |

### 人口の変遷
国勢調査による人口の推移。
| 1995年（平成7年）  | 2,174人 | [ 7 ]  |  |
| 2000年（平成12年） | 2,235人 | [ 8 ]  |  |
| 2005年（平成17年） | 2,243人 | [ 9 ]  |  |
| 2010年（平成22年） | 2,061人 | [ 10 ] |  |
| 2015年（平成27年） | 2,076人 | [ 11 ] |  |
| 2020年（令和2年）  | 2,052人 | [ 12 ] |  |

### 世帯数の変遷
国勢調査による世帯数の推移。
| 1995年（平成7年）  | 925世帯   | [ 7 ]  |  |
| 2000年（平成12年） | 994世帯   | [ 8 ]  |  |
| 2005年（平成17年） | 998世帯   | [ 9 ]  |  |
| 2010年（平成22年） | 1,014世帯 | [ 10 ] |  |
| 2015年（平成27年） | 1,040世帯 | [ 11 ] |  |
| 2020年（令和2年）  | 1,094世帯 | [ 12 ] |  |

## 学区
市立小・中学校に通う場合、学区は以下の通りとなる。
| 町         | 街区 | 小学校               | 中学校               |
| ---------- | ---- | -------------------- | -------------------- |
| 熊西一丁目 | 全域 | 北九州市立筒井小学校 | 北九州市立熊西中学校 |
| 熊西二丁目 | 全域 | 北九州市立筒井小学校 | 北九州市立熊西中学校 |

## 交通

### 鉄道
- 筑豊電気鉄道
  - 筑豊電気鉄道線：熊西駅

### バス
域内のバス停と系統は以下のとおりである。
| 運行事業者 | 運行事業者 | 西鉄バス北九州 | 西鉄バス北九州 | 西鉄バス北九州 | 西鉄バス北九州 | 北九州市交通局 |
| 系統       | 系統       | 1              | 74-1           | 80             | 82             | 57             |
| 停留所     | 熊西一丁目 | ○              | ○              | ○              | ○              | ○              |
| 停留所     | 熊西二丁目 | ○              | ○              | ○              |                | ○              |

### 道路
- 国道3号

## 施設

### 役所・公的機関
- 八幡西警察署 熊西交番

### 寺社
- 浄土真宗本願寺派放光寺

### 公園
- 熊西公園
- 養竹公園